# Anna Maslóvskaya
Anna Ivánovna Maslóvskaya (en ruso: Анна Ивановна Масловская; Kursevichi, 6 de enero de 1920 – Moscú, 11 de noviembre de 1980) fue una partisana soviética que combatió en la RSS de Bielorrusia durante la ocupación alemana en la Segunda Guerra Mundial. Recibió el título de Héroe de la Unión Soviética el 15 de agosto de 1945 por decreto del Presídium del Sóviet Supremo de la URSS por sus actividades de resistencia.

## Biografía

### Infancia y juventud
Anna Maslóvskaya nació el 6 de enero de 1920 en el seno de una familia campesina en la pequeña localidad rural de Kursevichi —entonces en territorio polaco, ahora ubicada en el raión de Pastavy en el óblast de Vítebsk (Bielorrusia)—. Después de completar seis grados de escuela, se unió al Komsomol y trabajó como líder del movimiento de Pioneros en una escuela secundaria en el pueblo de Lyntupa en la región de Vítebsk y como tipógrafa en la imprenta del periódico Novy Shlyakh, puesto en el que permaneció hasta la invasión alemana de la Unión Soviética en 1941.

### Segunda Guerra Mundial
En 1941, se unió voluntariamente al Ejército Rojo como miembro de la Cruz Roja y fue asignada al 71.º Batallón de Tanques. Después de que su unidad fuera rodeada por fuerzas enemigas en Vítebsk, se le asignó la tarea de atravesar las líneas enemigas en Pastavy para organizar la lucha contra los invasores. Del 24 de diciembre de 1942 al 4 de julio de 1944 fue miembro del comité del distrito provincial del Komsomol, después trabajó en una fábrica que elaboraba uniformes de las SS, donde participó en sabotajes ocasionales antes de organizar un ataque armado de partisanos que mató a 90 soldados alemanes, entre ellos 23 miembros de las SS y un general. Muchos de los partisanos que participaron en el ataque eran desertores del Ejército de Liberación Ruso establecido en Alemania cuyos miembros eran principalmente reclutados entre los numerosos prisioneros soviéticos y en los territorios ocupados, después del ataque a la fábrica lucharon en ataques contra varias guarniciones alemanas en Shemetovo, Svyattyans, Pastavy y Svit.
Después de múltiples ataques exitosos, 230 miembros del personal de diferentes batallones del Ejército Rojo con la designación de Guardias fueron transferidos a unidades partisanas. Desde entonces hasta 1944 estuvo a cargo del destacamento partisano Voroshilov Komsomol como comisario adjunto; en el ejercicio de sus funciones, mató a decenas de soldados del Eje, destruyó tres trenes y 240 vías férreas, sacó a 23 partisanos heridos del campo de batalla y participó en redadas en instalaciones militares enemigas en Zalesye, Kamai, Lintupah y Myadel. Durante una redada en una guarnición, arrojó una granada a un búnker antes de abrir fuego contra los cuarteles; 50 soldados alemanes murieron en esta operación.
El 15 de agosto de 1944, por decreto del Presídium del Sóviet Supremo de la URSS, por el coraje y heroísmo mostrado en combate contra los invasores fascista, recibió el título de Héroe de la Unión Soviética, con la Orden de Lenin y la Medalla Estrella de Oro.

### Posguerra
Después del final de la guerra, adoptó a quince niños pequeños que habían quedado huérfanos por la guerra. En 1949, se unió al Partido Comunista, y en 1961 se graduó de la Escuela Superior del Partido de Bielorrusia, luego se mudó a Moscú, donde trabajó como guía turística además de ser miembro del Comité Soviético de Veteranos de Guerra. Murió el 11 de noviembre de 1980 a la edad de 60 años y fue enterrada en el cementerio de Vagánkovo.

## Condecoraciones
|  | Héroe de la Unión Soviética (N.º 4411; 15 de agosto de 1944)                                           |
|  | Orden de Lenin (15 de agosto de 1944)                                                                  |
|  | Medalla al Partisano de la Guerra Patria de 1.er grado (21 de agosto de 1943)                          |
|  | Medalla Conmemorativa por el Centenario del Natalicio de Lenin «Al valor militar»                      |
|  | Medalla por la Victoria sobre Alemania en la Gran Guerra Patria 1941-1945 (1945)                       |
|  | Medalla Conmemorativa del 20.º Aniversario de la Victoria en la Gran Guerra Patria de 1941-1945 (1965) |
|  | Medalla Conmemorativa del 30.º Aniversario de la Victoria en la Gran Guerra Patria de 1941-1945 (1975) |
|  | Medalla al Trabajador Veterano                                                                         |
|  | Medalla del 50.º Aniversario de las Fuerzas Armadas de la URSS                                         |
|  | Medalla del 60.º Aniversario de las Fuerzas Armadas de la URSS                                         |